# M25 (Groot-Brittannië)
De M25 of London Orbital Motorway is een autosnelweg en ringweg rond Londen. De totale lengte bedraagt 188 kilometer, iets korter dan de Berlijnse ringweg.
Met de aanleg werd begonnen in 1975; de opening door Margareth Thatcher vond plaats op 29 oktober 1986. De M25 was op dat moment de langste ringweg van Europa.
Voor het grootste gedeelte bestaat de M25 uit twee rijbanen met drie of vier rijstroken. Er is een kort wegdeel vlak bij Heathrow, waar de weg uit zes rijstroken bestaat. Er zijn plannen van de Highways Agency om de volledige M25 uit te breiden naar twee keer vier rijstroken. Er is een korte hiaat in de autosnelweg (de Dartford Crossing of A282), gevormd door de brug over de Theems.
Het is een van de drukste wegen van Europa met 196.000 voertuigen per dag (2003, tussen afslag 13 en 14).
Groot-Brittannië:
M1 · M2 · M3 · M4 · M5 · M6 · M6 Toll · M8 · M9 · M10 · M11 · M18 · M20 · M23 · M25 · M26 · M27 · M32 · M40 · M42 · M45 · M48 · M49 · M50 · M53 · M54 · M55 · M56 · M57 · M58 · M60 · M61 · M62 · M65 · M66 · M67 · M69 · M73 · M74 · M77 · M80 · M90 · M180 · M181 · M271 · M275 · M602 · M606 · M621 · M876 · M898
A1(M) · A3(M) · A38(M) · A48(M) · A57(M) · A58(M) · A64(M) · A66(M) · A74(M) · A167(M) · A194(M) · A308(M) · A329(M) · A404(M) · A601(M) · A627(M) · A823(M)
Noord-Ierland:
M1 · M2 · M3 · M5 · M12 · M22 · A8(M)